# Anton Kerner von Marilaun
Anton Joseph Kerner von Marilaun fue un botánico, pteridólogo y briólogo austríaco nacido en Mautern, en la Baja Austria el 12 de noviembre de 1831, y fallecido en Viena el 21 de junio de 1898.

## Su carrera
De 1848 a 1853 estudió medicina en la Universidad de Viena, donde se doctoró en 1854 y luego, en la Escuela Superior se especializó en historia natural. En 1858 fue nombrado profesor del Josefs-Polytechnikum en Buda, (Hungría) y realizó investigaciones de fitosociología en Europa central.
En 1860 fue nombrado profesor de Historia Natural en la Universidad de Innsbruck y en 1878 profesor de Botánica Sistemática en la Universidad de Viena. Al mismo tiempo fue curador del Jardín Botánico de esa Universidad.
Le fue otorgado el título de Caballero en 1877. Fue un decidido partidario de la teoría de la evolución de Darwin. Cultivó híbridos naturales para que sirvieran de base al desarrollo de nuevas variedades de plantas y mantuvo correspondencia con Gregor Mendel.

## Su trabajo
Kerner fue uno de los fundadores de la fitogeografía y de la fitosociología yt fue el autor de una monografía completa sobre esta materia, Das Pflanzenleben der Donauländer ("La vida de las plantas del país del Danubio", 1888/91). En botánica sistemática describió y le dio nombre científico a 210 especies de plantas fanerógamas.

### Algunas publicaciones
- Der Jauerling. Verhandlungen der Zoologisch-Botanischen Gesellschaft in Wien 5 (1855): 521–524

- Flora der Bauerngärten in Deutschland. Verhandlungen der Zoologisch-Botanischen Gesellschaft in Wien, 5 (1855), 787–826

- Das Hochkar: eine pflanzengeografische Skizze. Verhandlungen der Zoologisch-Botanischen Gesellschaft in Wien 7 (1857): 517–530

- Niederösterreichische Weiden. Ueberreuter, Wien 1860. doi:10.5962/bhl.title.15620

- Das Pflanzenleben der Donauländer. Wagner, Innsbruck 1863 (2ª ed. 1929 von Friedrich Vierhapper (jun.) en línea en Google libros)

- Die botanischen Gärten, ihre Aufgabe in der Vergangenheit, Gegenwart und Zukunft. Innsbruck 1874 (en línea en Google libros)

- Die Schutzmittel der Blüthen gegen unberufene Gäste. Viena 1876 (en línea darwin-online.org.uk)

- Pflanzenleben. 1890–1891 (2.ª ed. 1896–1898, 3ª ed. de Carl Adolph Hansen 1913–1916)

- Schedae ad Floram exsiccatam Austro-Hungaricum. 1881–1913 (vv. 8–9 de Karl Fritsch, vol. 10 de Richard Wettstein)

- La abreviatura «A.Kern.» se emplea para indicar a Anton Kerner von Marilaun como autoridad en la descripción y clasificación científica de los vegetales.[1]